# Tepca
Tepca (cyr. Тепца) – wieś w Czarnogórze, w gminie Žabljak. W 2011 roku liczyła 61 mieszkańców.